# Stanfield, Norfolk
Stanfield är en civil parish i Storbritannien.   Den ligger i grevskapet Norfolk och riksdelen England, i den sydöstra delen av landet, 150 km norr om huvudstaden London. Antalet invånare är 144. Arean är 3,8 kvadratkilometer.
Terrängen i Stanfield är platt.